# Оксененко Марія Максимівна
Марія Максимівна Оксененко (21 серпня 1929, село Веселівка, тепер Сумського району Сумської області — ?) — українська радянська діячка, свердлувальниця Сумського машинобудівного заводу імені Фрунзе Сумської області. Депутат Верховної Ради СРСР 7—9-го скликань.

## Біографія
Народилася в селянській родині.
У 1946—1984 роках — свердлувальниця, інженер-технолог, контрольний майстер Сумського машинобудівного заводу імені Фрунзе Сумської області. Ударник комуністичної праці.
Освіта середня: у 1969 році закінчила Сумську вечірню середню школу робітничої молоді.
Потім — на пенсії у місті Сумах Сумської області.

## Нагороди та звання
- орден Трудового Червоного Прапора
- орден «Знак Пошани»
- медаль «За доблесну працю. В ознаменування 100-річчя з дня народження Володимира Ілліча Леніна» (1970)
- медалі